# Torneo de Acapulco 2017
El Abierto Mexicano Telcel 2017 fue un evento de tenis ATP 500 en su rama masculina y WTA International Tournaments en la femenina. Se disputó en el Puerto de Acapulco, Guerrero (México), en el complejo Fairmont Acapulco Princess y en pistas duras al aire libre, siendo parte de un conjunto de eventos que hacen de antesala al Masters de Indian Wells 2017, entre el 27 de febrero y el 4 de marzo de 2017 en los cuadros principales masculinos y femeninos.

## Distribución de puntos
| Modalidad            | Campeón | Finalista | Semifinal | Cuartos de final | 3ª ronda | 2ª ronda | 1ª ronda | 3ª ronda de clasificación | 2ª ronda de clasificación | 1ª ronda de clasificación |
| Individual masculino | 500     | 300       | 180       | 90               | 45       | 0        | -        | 20                        | 10                        | 0                         |
| Dobles masculino     | 500     | 300       | 180       | 90               | 0        | -        | -        | 45                        | 25                        | 0                         |
| Individual femenino  | 280     | 180       | 110       | 60               | 30       | 1        | 18       | 14                        | 10                        | 1                         |
| Dobles femenino      | 280     | 180       | 110       | 60               | 1        | -        | -        | -                         | -                         | -                         |

## Cabezas de serie

### Individuales masculinos
| Tenista        | Ranking | Preclasificado |
| Novak Djokovic | 2       | 1              |
| Rafael Nadal   | 6       | 2              |
| Marin Čilić    | 7       | 3              |
| Dominic Thiem  | 8       | 4              |
| David Goffin   | 10      | 5              |
| Nick Kyrgios   | 16      | 6              |
| Jack Sock      | 21      | 7              |
| John Isner     | 22      | 8              |

- Ranking del 20 de febrero de 2017

### Dobles masculinos
| Tenistas                  | Ranking | Preclasificado |
| Jamie Murray Bruno Soares | 15      | 1              |
| Raven Klaasen Rajeev Ram  | 27      | 2              |
| Łukasz Kubot Marcelo Melo | 28      | 3              |
| Treat Huey Max Mirnyi     | 47      | 4              |

### Individuales femeninos
| Tenista              | Ranking | Preclasificada |
| Mirjana Lučić-Baroni | 29      | 1              |
| Kristina Mladenovic  | 31      | 2              |
| Jeļena Ostapenko     | 34      | 3              |
| Mónica Puig          | 42      | 4              |
| Christina McHale     | 44      | 5              |
| Eugénie Bouchard     | 45      | 6              |
| Lesia Tsurenko       | 52      | 7              |
| Andrea Petković      | 53      | 8              |

- Ranking del 20 de febrero de 2017

### Dobles femeninos
| Tenistas                           | Ranking | Preclasificada |
| Andreja Klepač María José Martínez | 59      | 1              |
| Julia Goerges Jeļena Ostapenko     | 81      | 2              |
| Darija Jurak Anastasia Rodionova   | 87      | 3              |
| Chia-Jung Chuang Christina McHale  | 113     | 4              |

## Campeones

### Individuales masculinos
Sam Querrey venció a  Rafael Nadal por 6-3, 7-6(3)

### Individuales femeninos
Lesia Tsurenko venció a  Kristina Mladenovic por 6-1, 7-5

### Dobles masculinos
Jamie Murray /  Bruno Soares vencieron a  John Isner /  Feliciano López por 6-3, 6-3

### Dobles femenino
Darija Jurak /  Anastasia Rodionova vencieron a  Verónica Cepede Royg /  Mariana Duque por 6-3, 6-2